# Kuandu
Kuandu je české jméno pro některé rody hlodavců z čeledi urzonovitých. Pro většinu rodů této čeledi nemáme jedinečný český název, a proto je označujeme jako kuandu.
Kuandové jsou menší až středně velcí dikobrazům podobní hlodavci, kteří mají své tělo pokryté ostny. Jsou přizpůsobeni životu ve větvích, i když mnoho z nich tráví hodně času na zemi. Žijí ve Střední a Jižní Americe od tropických lesů až po horské oblasti. Živí se nejrůznější rostlinnou potravou, někteří mohou škodit na plantážích. Rodí obvykle jen jedno dobře vyvinuté mládě. Větší druhy se mohou dožít až 17 let.

## Přehled rodů
Jako kuandu se označují celkem 3 ze 5 rodů čeledi urzonovitých (Erethizontidae):
- rod Coendou – kuandu – čtyři druhy obývají Střední Ameriku od Mexika po Panamu; v Jižní Americe zasahují do Kolumbie, Bolívie, na Trinidad a Tobago, do Ekvádoru, Peru, Brazílie a Paraguay,
- rod Echinoprocta – kuandu – jeden druh vyskytujících se v Andách ve střední Kolumbii,
- rod Sphiggurus  – kuandu – šest druhů obývá Venezuelu, Bolívii, Surinam, Brazílii, Paraguay, Uruguay a severovýchodní Argentinu.

Tři rody kuandu spolu s urzony patří do podčeledi Erethizontinae. Ta pak s rodem koro (Chaetomys) tvoří dohromady čeleď urzonovitých (Erethizontidae).

## Vzhled
Tělo je u kuandů rodu Coendou dlouhé 300–600 mm, jejich ocas měří 330–485 mm, je chápavý a nemá na sobě ostny. Jeho horní ke konci lysá část je přizpůsobená k uchycování ve větvích. Kuandové rodu Sphiggurus jsou přibližně stejně velcí (280–650 mm); rod Echinoprocta je výrazně menší (300–370 mm). Oba mají výrazně kratší ocas, který není chápavý. Nejtěžší jsou jednotlivé druhy rodu Coendou – jejich jedinci váží 0,9–5,0 kg – zatímco u rodu Sphiggurus 0,5–1,3 kg.
Srst na svrchní straně těla je obecně žlutohnědá nebo šedohnědá, někdy až dočerna; spodní část je obvykle našedlá až dohněda. Některé druhy mají hustou podsadu. Ostny jsou krátké a silnější než u dikobrazů. Jedinci rodu Echinoprocta mají na nose krátký bílý pruh.
Nohy jsou krátké a přizpůsobené pohybu na stromech. Na každé z nich mají čtyři prsty. Stejně jako urzonové mají 20 zubů – jejich zubní vzorec je
- 1.0.1.3
- 1.0.1.3

### Galerie

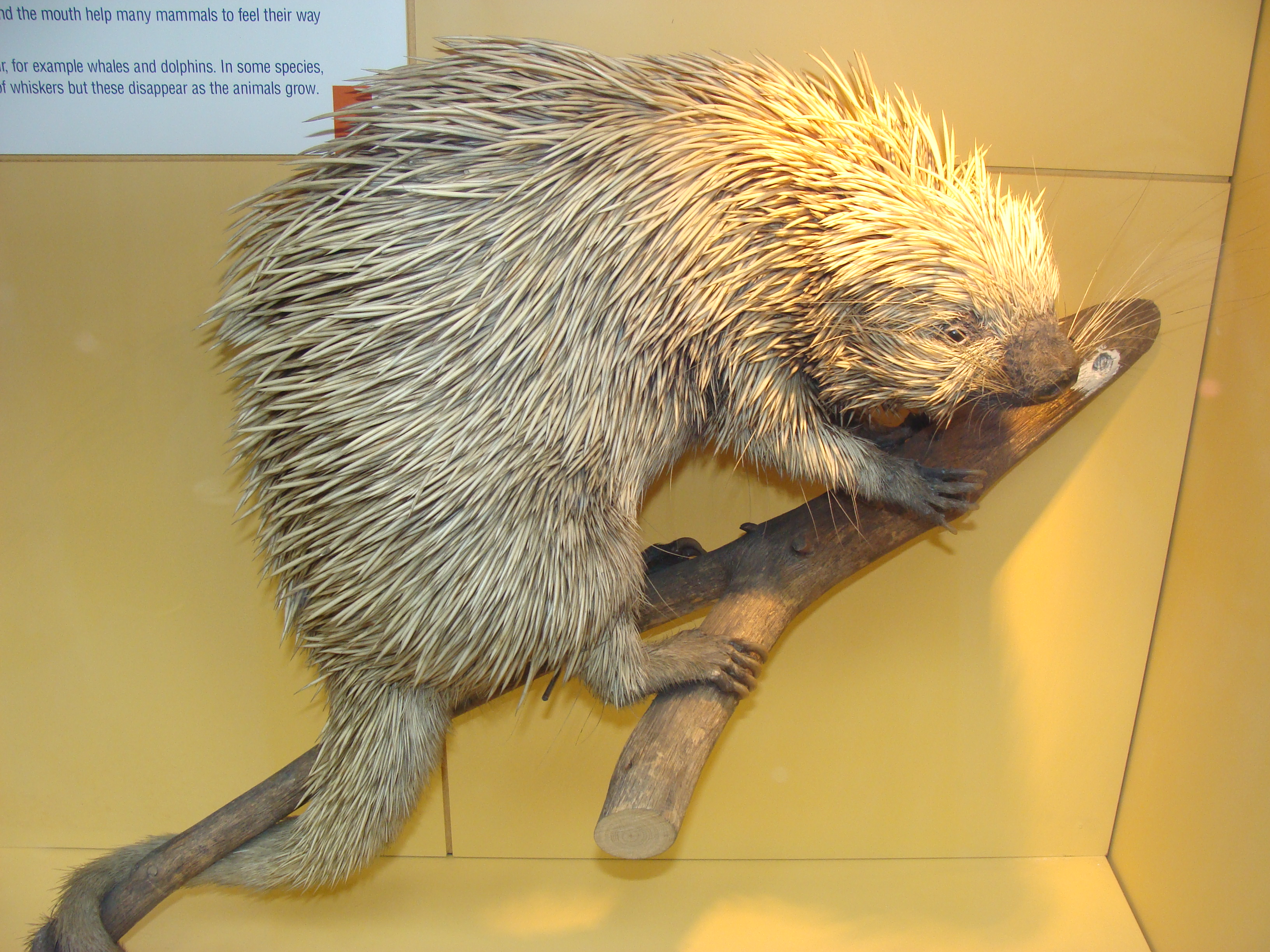
Kuandu obecný (Coendou prehensilis)
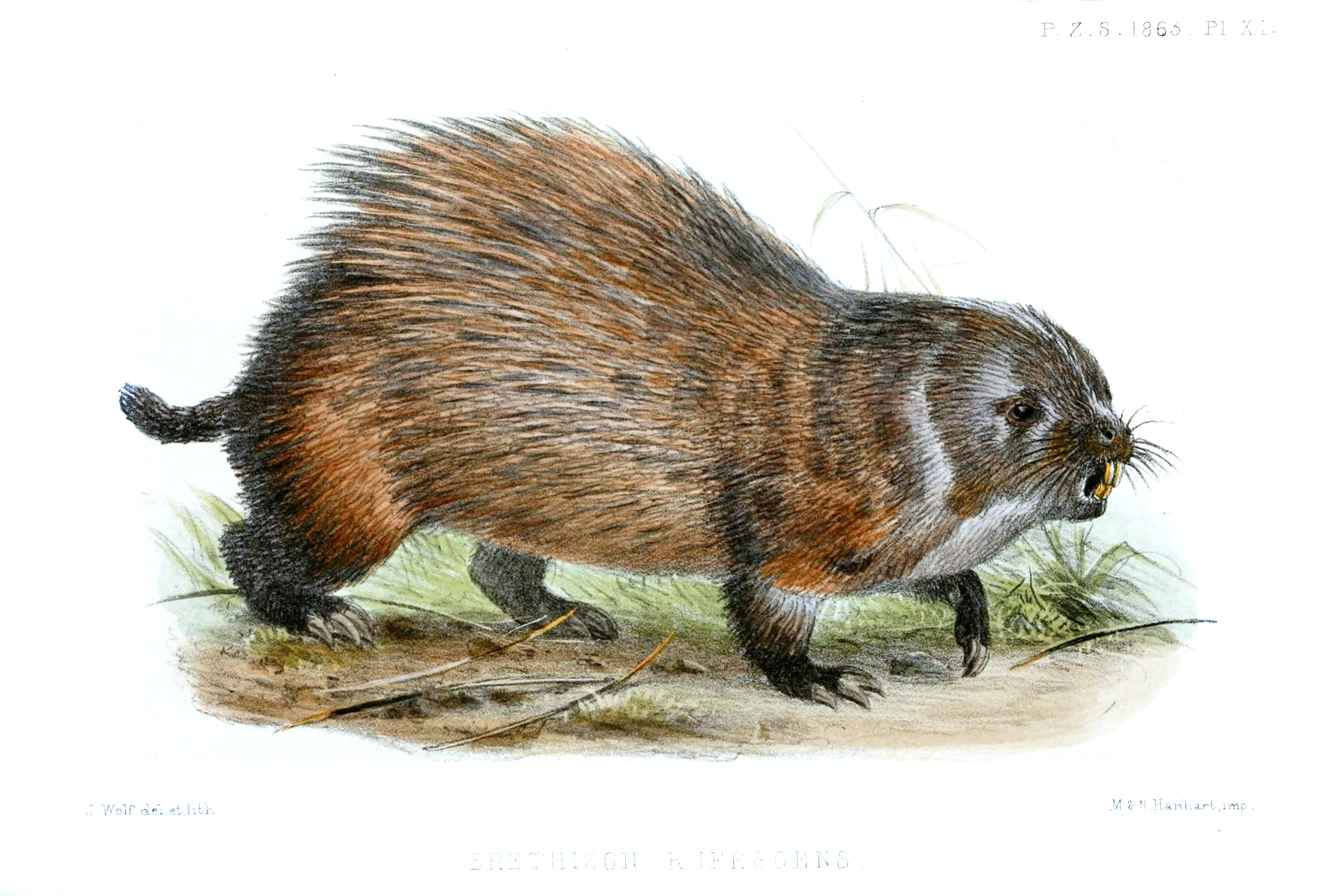
Kuandu horský (Echinoprocta rufescens)
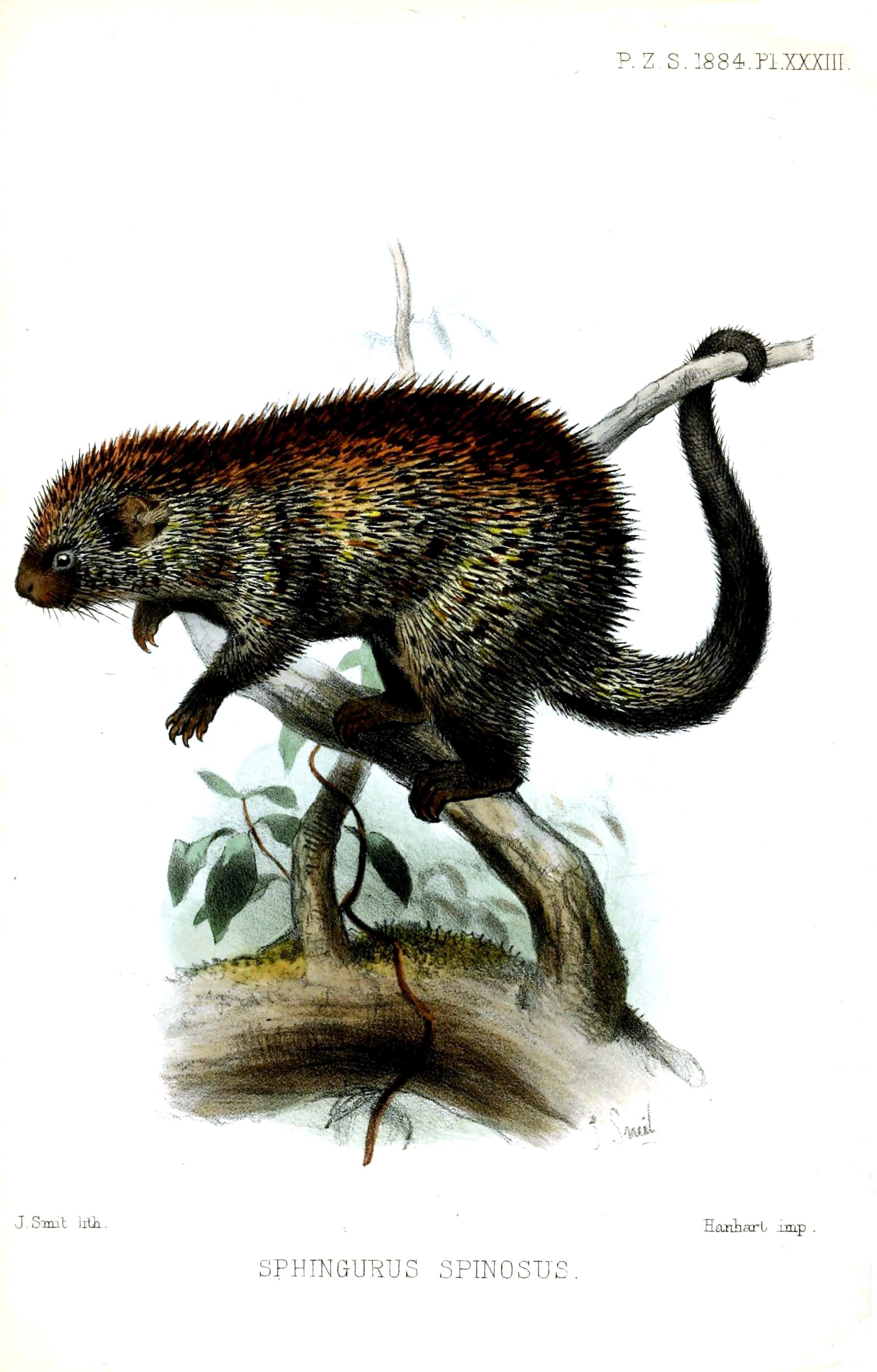
Kuandu dlouhosrstý (Sphiggurus spinosus)

## Způsob života
Etologie je nejlépe prozkoumána u rodu Coendou. Jednotlivé druhy tohoto rodu žijí především v lesích, ale někdy se vyskytují i v obydlených oblastech. Jsou to noční zvířata pohybující se pomalu ale jistě ve větvích, která však občas slézají na zem. Často byla pozorována, jak sedí na zadních nohách a třesou ostny. Přes den se skrývají ve větvích nebo v dutinách stromů, ale byli nalezeni i ve skrýších v jeskyních.
Pokud jsou napadena, brání se nejen tím, že útočníkovi vystavují zadní část těla s ostny, ale pokoušejí se jej také udeřit. Jsou-li zastiženi ve volném prostoru, stočí se do kuličky.
Podle pozorování kuandu mexického (Sphiggurus mexicanus) v zoologických zahradách se samci umístění společně nesnášejí, ale samec může žít dohromady s několika samicemi.
Konzumují listy a další měkké části stromů, ovoce, květy i kořínky. Příležitostně škodí na plantážích banánů, kukuřice a kvajávy. Někdy jsou loveni místním obyvatelstvem.

### Rozmnožování

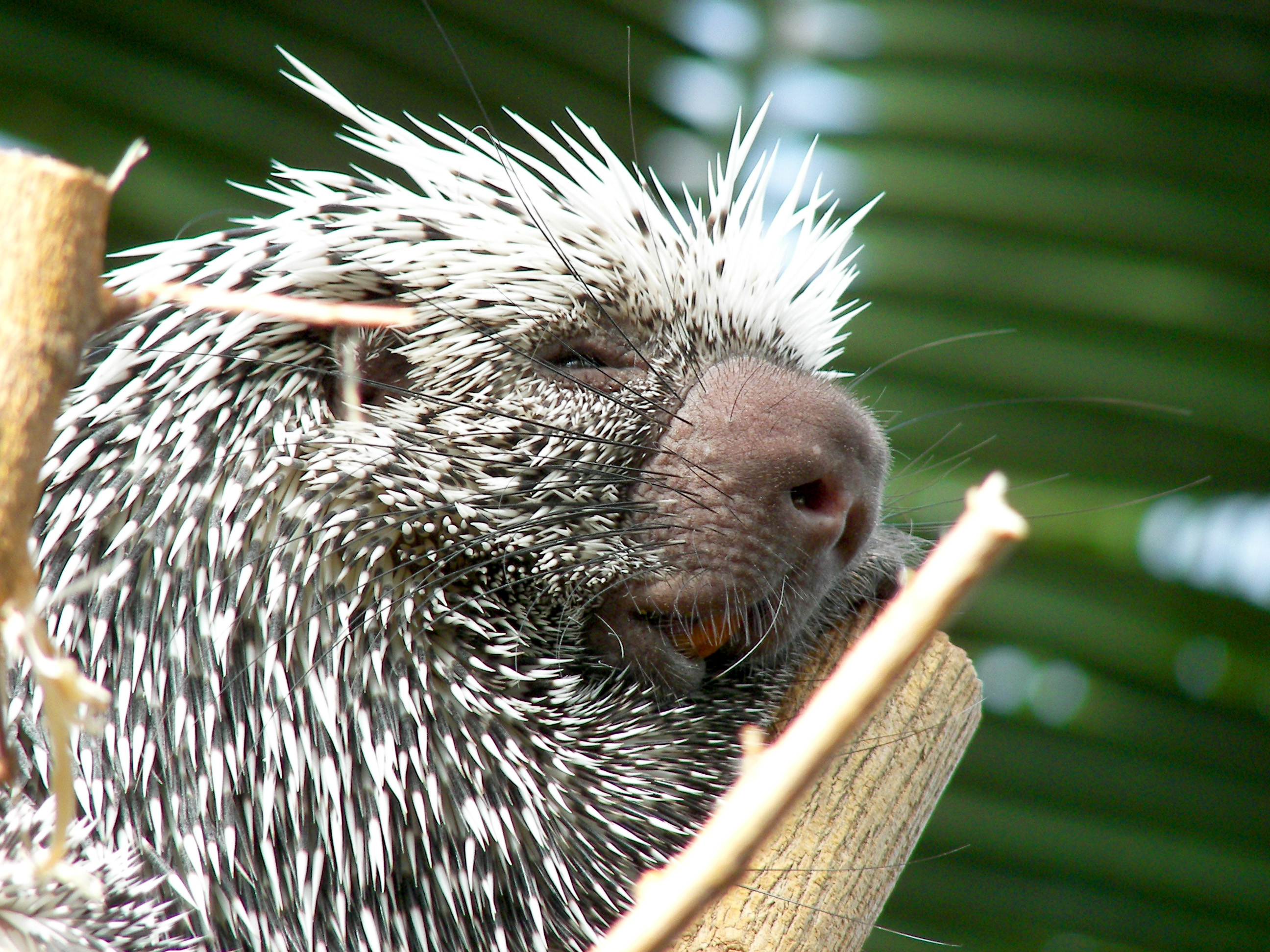
Hlava kuandu

V jednom vrhu bývá obvykle jen jedno mládě. To se rodí již vyvinuté. Je podobně vybarvené jako rodiče, jen ostny má měkké (ztvrdnou asi za týden). U kuandu obecného (Coendou prehensilis) byla v zajetí zjištěna doba březosti 203 dní. Narozená mláďata vážila 415 g, měla otevřené oči a hned byla schopna lézt po větvích. Kojila se 10 týdnů. Velikosti dospělých dosáhla mláďata ve 48 týdnech a dospělosti v asi 19 měsících.
Samice kuandu obecného mohou zabřeznout již brzy po porodu, takže v některých letech mohou mít i dva vrhy. Naopak u kuandu mexického byl pozorován vrh jen jednou za dva roky. V přírodě si nestavějí pro porod žádné hnízdo: mláďata rodí v dutinách stromů nebo přímo ve větvích.
V zajetí je nejdelší zjištěný věk kuandu 17 let.

## Stupeň ohrožení
Urzonovití nejsou v přírodě zásadně ohroženi – většina druhů tohoto rodu je v červeném seznamu druhů vyhodnocena jako málo dotčený druh.
Druhy kuandu Koopmanův (Coendou nycthemera), kuandu panamský (Coendou quichua), Coendou sanctamartae,  Sphiggurus ichillus, Sphiggurus roosmalenorum a kuandu hnědý (Sphiggurus vestitus) však nemohly být pro nedostatek údajů vyhodnoceny a proto je jejich stupeň ohrožení označen jako „Chybí údaje“.